# Bardaï (Txad)
Bardaï (en àrab برداي, Bardāy) és una petita ciutat i oasi a l'extrem nord del Txad. És la principal ciutat de la regió de Tibesti, que va ser format en 2008 a partir del Departament de Tibesti de l'antiga regió de Bourkou-Ennedi-Tibesti.
S'hi parla la llengua tedaga, mentre que llengua dazaga n'és la llengua secundària. La ciutat es comunicada amb l'exterior per l'aeroport de Zougra. L'equip de futbol local és el club de futbol General Sal.

## Història
El primer europeu que va parlar de Bardaï fou l'explorador alemany Gustav Nachtigal. Va arribar a Bardaï el 8 d'agost de 1869, però va haver de fugir els dies 3 i 4 de setembre degut a l'actitud hostil de la població local tubu. La ciutat va ser envaïda pels turcs al voltant de 1908; cap a l'any 1911 hi tenien una guarnició de 60 homes i sis canons.
Bardaï va cridar l'atenció internacional en 1974, quan un grup rebel, dirigit per Hissène Habré, va atacar la ciutat i va capturar-hi una arqueòloga francesa, Françoise Claustre, i altres dos ciutadans europeus. Els rebels van establir aquí una estació de ràdio antifrancesa durant la guerra civil, que es va conèixer com la Veu de l'Alliberament del Txad, o Ràdio Bardaï.A principis del decenni de 1980, s'hi va establir, amb el suport militar libi, un govern d'oposició dirigit per Goukouni Oueddei. Al desembre de 1986, les forces de Habré van atacar els libis a Bardaï.

## Demografia
|      | Població |
| ---- | -------- |
| 1993 | 1 074    |
| 2009 | 2 854    |